# 荒井陸
荒井 陸（あらい あつし、1994年2月3日 - ）は、日本の男子水球選手。 2016年リオデジャネイロオリンピックに日本代表として出場。「水中の格闘技」とも呼ばれる競技において、強豪国の選手の平均身長が190cmを越える中で168cmと小柄な体格である。俊敏な動きを特長として、ポイントゲッターの役割を担う。

## 略歴
小学校低学年の時に、水球を始める。きっかけは「兄がやっていて、こんな難しいスポーツがあるのかと思った。水中では足がつかない。ボールは片手でしか触れない。泳げないとダメ。反骨心もあって興味を持った」とインタビューに答えている。
2016年リオデジャネイロオリンピックで、32年ぶりに日本代表が出場した際のメンバーであったが、グループステージで敗退。
水球大国ハンガリーの名門クラブHONVEDに2017年まで所属。
| 年   | 日本代表出場歴（2016年以降） |
| ---- | --- |
| 2016 | アジア選手権 優勝 リオデジャネイロオリンピック GL敗退 ワールドリーグインターコンチネンタルトーナメント 3位                       |
| 2017 | 世界選手権 10位 ワールドリーグスーパーファイナル 8位 ワールドリーグインターコンチネンタルトーナメント 3位                        |
| 2018 | FINA水球ワールドカップ 7位 アジア大会 準優勝 ワールドリーグスーパーファイナル 4位 ワールドリーグインターコンチネンタルカップ 3位 |
| 2019 | 世界選手権 11位 ワールドリーグスーパーファイナル 6位 ワールドリーグインターコンチネンタルカップ 準優勝                           |

## 人物
高校生の頃からももいろクローバーZの熱狂的なファン（通称モノノフ）であり、オリンピック出場後も変わらずライブに足を運んでいる。持ち歌に応援ソングが多いこともあり、「彼女達の歌とダンスを観ているとすごくパワーをもらえました」「水球を頑張っていなかったらももクロのことも好きにならなかったと思う」と述べている。
2022年3月現在、YouTubeやTikTokなどのSNSを通じて水球の普及に努めるとともに、オリジナルウエアブランド「Rough Well®︎」を立ち上げるなど、活躍の場を広げている。